# Dorothee Martin

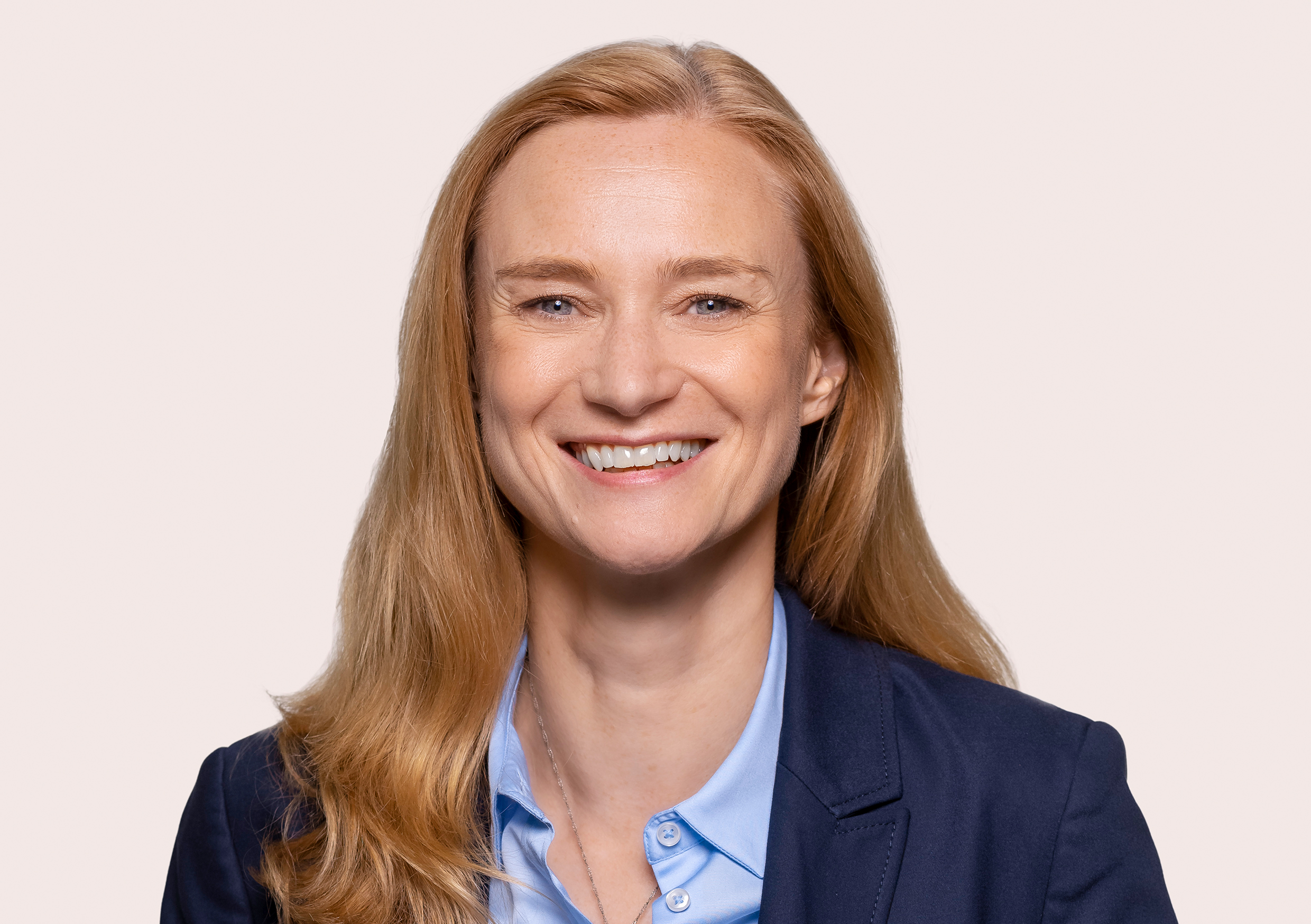
Dorothee Martin (2021)

Dorothee Katja Julia Martin (* 21. Januar 1978 in Kaiserslautern) ist eine deutsche Politikerin (SPD). Von 2011 bis 2020 war sie Mitglied der Hamburgischen Bürgerschaft und im Anschluss bis 2025 Mitglied des Deutschen Bundestags.

## Herkunft und Ausbildung
Martin wuchs in Heltersberg in der Pfalz auf. Nach dem Abitur am Leibniz-Gymnasium in Pirmasens zog sie im Jahr 1997 nach Hamburg. An der  Universität Hamburg studierte sie Politikwissenschaft und Staatsrecht mit Abschluss im Jahr 2003 als Diplom-Politologin.

## Berufliche Karriere
In den Jahren 2004 bis 2014 war sie im Bereich Public Affairs und als Marketing-Referentin für den Hamburger Immobilienentwickler ECE Projektmanagement tätig und zusätzlich ab 2013 als Geschäftsführerin der ECE Consulting GmbH. Im April 2014 wechselte sie in die Position der stellvertretenden Niederlassungsleiterin der Gagfah Nord – eines Wohnungsunternehmens der damaligen Deutsche Annington Immobilien AG, die 2015 in Vonovia SE umbenannt wurde. Gemeinsam mit Matthias Onken betrieb sie als Gründerin und Geschäftsführerin bis Ende 2022 die Agentur Onken-Martin in Hamburg. Inzwischen ist die Website der gemeinsamen Agentur nicht mehr erreichbar.
Martin bewarb sich um die Position der Bezirksamtsleiterin des Bezirks Hamburg-Nord zum 1. Juli 2018 als Nachfolgerin von Harald Rösler. Mitte März 2018 zog sie ihre Kandidatur zurück und unterstützte fortan die bisherige Dezernentin für Soziales, Jugend und Gesundheit, Yvonne Nische.

## Politische Karriere
Martin ist seit 1998 Mitglied in der SPD. In den Jahren 1999 und 2000 war sie kurzzeitig Mitglied im Landesvorstand der Jusos. Sie saß im Ortsausschuss Fuhlsbüttel-Langenhorn und ist seit 2006 stellvertretende Distriktsvorsitzende der SPD Fuhlsbüttel-Ohlsdorf-Klein Borstel. Sie wird dem Mitte-rechts-Lager ihrer Partei zugeordnet und als Vertreterin des Partei-Establishments gesehen.

### Abgeordnete der Bezirksversammlung Hamburg-Nord (2008–2011)
In den Jahren 2008 bis 2011 war Martin Bezirksabgeordnete im Bezirk Hamburg-Nord, dort war sie im Ausschuss für Umwelt, Verkehr und Verbraucherschutz, im Stadtentwicklungsausschuss und im Regionalausschuss Fuhlsbüttel/Langenhorn aktiv.

### Bürgerschaftsabgeordnete (2011–2020)

#### 20. Wahlperiode (2011–2015)
Bei der Bürgerschaftswahl in Hamburg 2011 trat sie im Wahlkreis Fuhlsbüttel – Alsterdorf – Langenhorn für die SPD an. Mit 8,1 Prozent der Stimmen gelang ihr der direkte Einzug in das Parlament. Ab dem 7. März 2011 war sie somit Mitglied der Hamburgischen Bürgerschaft. Während der 20. Wahlperiode war sie Mitglied im Verkehrsausschuss, im Ausschuss für Wirtschaft, Medien und Innovation und im Verfassungs- und Bezirksausschuss. Seit dem Jahr 2012 war sie Sprecherin der SPD-Fraktion für Innovation, Tourismus und die Metropolregion Hamburg.

#### 21. Wahlperiode (2015–2020)
Bei der Bürgerschaftswahl in Hamburg 2015 erlangte sie im Wahlkreis Fuhlsbüttel – Alsterdorf – Langenhorn mit 8,5 Prozent der Stimmen erneut ein Direktmandat für die Bürgerschaft. Dort war sie Mitglied im Verkehrsausschuss, Ausschuss für Wirtschaft, Innovation und Medien sowie im Ausschuss für die Zusammenarbeit der Länder Hamburg/Schleswig-Holstein. Sie war seit April 2018 verkehrspolitische Sprecherin der Fraktion.

#### 22. Wahlperiode (2020)
Bei der Bürgerschaftswahl in Hamburg 2020 erlangte sie im Wahlkreis Fuhlsbüttel – Alsterdorf – Langenhorn erneut ein Direktmandat für die Bürgerschaft. Das Bürgerschaftsmandat legte sie nieder, als sie im Mai 2020 in den Bundestag nachrückte. Die Lehrerin Clarissa Herbst rückte als rangnächste Kandidatin der Wahlkreisliste Fuhlsbüttel – Alsterdorf – Langenhorn in die Bürgerschaft nach.

### Bundestagsabgeordnete (2020–2025)
Zur Bundestagswahl 2017 wurde sie von ihrer Partei auf den SPD-Landeslistenplatz 3 gesetzt und kandidierte für ein Direktmandat im Bundestagswahlkreis Hamburg-Nord. Über den Landeslistenplatz gewann sie kein Bundestagsmandat und unterlag als Direktkandidatin mit 30,8 % der Erststimmen ihrem Konkurrenten Christoph Ploß (CDU), der mit 33,5 % in den Bundestag einzog. Im Mai 2020 rückte sie in den Bundestag nach, nachdem Johannes Kahrs sein Mandat niedergelegt hatte.
Im 19. Deutschen Bundestag war Martin ordentliches Mitglied im Finanzausschuss und gehörte als stellvertretendes Mitglied dem Ausschuss für Verkehr und digitale Infrastruktur an.
Bei der Wahl zum 20. Deutschen Bundestag konnte sie das Direktmandat im Bundestagswahlkreis Hamburg-Nord mit 30,7 % gewinnen und verwies Katharina Beck (Grüne) mit 25,7 % auf den zweiten und Christoph Ploß (CDU), dem sie 2017 unterlegen war, mit 23,8 % auf den dritten Platz.
Bei der Bundestagswahl 2025 unterlag sie in ihrem Wahlkreis mit 26,6 % erneut dem CDU-Direktkandidaten Christoph Ploß, der 28,1 % erzielte. Da die SPD-Landesliste nicht zog, schied sie aus dem Deutschen Bundestag aus.

## Handelskammerwahl 2020 Hamburg
Bei den Hamburger Handelskammerwahlen 2020 errang Martin für das Bündnis Starke Wirtschaft Hamburg einen Sitz in der Wahlgruppe Dienstleistungen im Plenum der Handelskammer Hamburg.

## Sonstiges
Dorothee Martin ist Mitglied in der Sozialdemokratischen Gemeinschaft für Kommunalpolitik, im Heimatverein Klein Borstel, im Kulturverein Backstube und im Förderverein der Freiwilligen Feuerwehr Fuhlsbüttel.